# Замок Мілана Топлиці
Замок Мілана Топлиці (серб. Замак Топлице Милана) або Берковац - фортеця, яка знаходиться за 20 км на південний схід від Валево. До теперішнього часу збереглись рештки укріплення.